# Logistikbrigade 4
Die Logistikbrigade 4 war eine der Logistikbrigaden des Heeres der Bundeswehr mit Stabssitz in Strausberg.

## Geschichte

### Vorgeschichte
Nach Ende des Ost-West Konflikts wurde die Struktur der Logistiktruppen zur Einnahme der Heeresstruktur V bzw. V (N) geändert. Ein Großteil der Nachschub- und Instandsetzungstruppe im westdeutschen Feld- und Territorialheer war bisher auf oberster Ebene in Nachschub-, Instandsetzungs- und Versorgungskommandos gegliedert. Die westdeutschen Korps führten als Korpstruppen die Nachschub- und Instandsetzungskommandos. Analog führten die Territorialkommandos ebenfalls mindestens ein direkt unterstelltes Versorgungskommando, die jeweils Instandsetzung und Nachschub in einem Verband vereinten.
In der neuen Struktur wurde die Masse der oben aufgezählten Truppenteile der Logistik des Feld- und Territorialheers – soweit diese nicht außer Dienst gestellt wurden – in neu aufgestellten Logistikbrigaden zusammengefasst. Nach ähnlichem Prinzip erfolgte die Aufstellung der Sanitätsbrigaden und Führungsunterstützungsbrigaden bei den Korps. Diese fusionierten Großverbände neuen Typs vereinten Truppenteile und Aufgaben des bisherigen Feld- und Territorialheeres. Erst im Verteidigungsfall wären die Verbände voraussichtlich wieder getrennt worden. Vorgesehen war, jedem der drei geplanten Korps/Territorialkommandos jeweils eine Logistikbrigade zu unterstellen. Entsprechend erfolgte die Nummerierung der neu aufzustellenden Logistikbrigaden:
- Logistikbrigade 1 für das geplante I. Korps/Territorialkommando Nord
- Logistikbrigade 2 für das geplante II. Korps/Territorialkommando Süd
- Logistikbrigade 4 für das nach der Wiedervereinigung in Ostdeutschland neu aufgestellte IV. Korps/Territorialkommando Ost.[A 1]

Letztlich kam es nicht zu der Aufstellung der fusionierten Korps/Territorialkommandos in Westdeutschland. An der Aufstellung der Logistikbrigaden bei den Korps bzw. beim Korps/Territorialkommando Ost hielt man jedoch fest.

### Aufstellung als Logistikbrigade Ost
Das spätere IV. Korps wurde zunächst als Korps/Territorialkommando Ost ausgeplant. Entsprechend wurde die spätere Logistikbrigade 4 zunächst als Logistikbrigade Ost bezeichnet. Die Logistikbrigade Ost wurde am 28. Januar 1991 in der Strausberger Barnim-Kaserne beim Korps/Territorialkommando Ost aufgestellt.

### Umbenennung in Logistikbrigade 4
Die Logistikbrigade Ost wurde 1. Juli 1994 etwa zeitgleich mit der Umbenennung des Korps in Logistikbrigade 4 umbenannt. Die Logistikbrigade 4 wechselte bis 1996 zum Heeresunterstützungskommando.

### Auflösung
Ende 2002 wurde zur Vorbereitung der Außerdienststellung die Logistikbrigade 4 dem Wehrbereichskommando I der Streitkräftebasis unterstellt. Die Logistikbrigade 4 wurde bis 31. Dezember 2003 aufgelöst.

## Kommandeure
- Herbert Pohl (1994–1999)

## Verbandsabzeichen

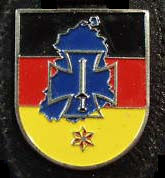
Internes Verbandsabzeichen des Stabes/Stabskompanie

Die Logistikbrigade führte anders als die meisten anderen Brigaden des Heeres kein eigenes Verbandsabzeichen. Die Soldaten trugen daher das Verbandsabzeichen des übergeordneten Großverbandes.
Als „Abzeichen“ wurde daher unpräzise manchmal das interne Verbandsabzeichen des Stabes und der Stabskompanie „pars pro toto“ für die gesamte Logistikbrigade genutzt. Es zeigte eine Windrose, das Eiserne Kreuz als Hoheitszeichen der Bundeswehr, ein Schwert sowie den Umriss der Neuen Länder. Die blaue Kolorierung der stilisierten Fläche Ostdeutschlands entsprach der Waffenfarbe der Heereslogistiktruppen. Der schwarz-rot-goldene Schildes entsprach der Flagge Deutschlands.